# 147e régiment d'artillerie automotrice de la Garde
Pour les articles homonymes, voir 147e régiment.
Le 147e régiment d'artillerie automotrice de la Garde (en russe : 147-й гвардейский самоходный артиллерийский полк, abrégé 147 гв. сап), de son nom complet le 147e régiment d'artillerie automotrice de la Garde « Simferopolski » des ordres du Drapeau rouge, de Souvorov, de Koutouzov et d'Alexandre Nevski (en russe : 147-й гвардейский самоходный артиллерийский Симферопольский Краснознамённый орденов Суворова, Кутузова и Александра Невского полк), est une unité des troupes de missiles et d'artillerie de l'armée de terre russe (n° d'unité 73966).
L'unité fait partie de la 2e division de fusiliers motorisés de la Garde, basée à Kalininets (oblast de Moscou), dans le district militaire ouest.

## Historique
Son historique remonte à la création le 30 septembre 1941 à Chouïa du 594e régiment d'artillerie de canon (ru) de l'Armée rouge ouvrière et paysanne.
Le régiment participe à la défense de Kharkov en 1943. À la suite de la bataille de Stalingrad, le régiment reçoit le titre honorifique de la « Garde » et est renuméroté en 85e régiment. En 1944 et 1945, le régiment participe aux offensives de Minsk, Moguilev, Osovets, Mława-Elbląg (ru) et de Poméranie orientale. Le 24 avril 1944, pour la libération de la capitale de la Crimée, sur ordre du commandant en chef suprême, le régiment reçoit le nom honorifique de « Simferopol ».
Le régiment achève la guerre sous le nom complet de 85e régiment d'artillerie d'obusiers de la Garde (ru) « Simferopolski » des ordres du Drapeau rouge, de Souvorov, de Koutouzov et d'Alexandre Nevski.
Selon ses mérites militaires, il s'agit de l'un des cinq régiments d'artillerie de la Garde s'étant particulièrement distingué, ayant reçu au moins six décorations et titres honorifiques pendant la Seconde Guerre mondiale. En février 1947, le 85e régiment d'artillerie d'obusiers de la Garde fait partie de la 2e division de fusiliers de la Garde, basée dans le village d'Alabino.
En avril 1957, le régiment est réorganisé en 147e régiment d'artillerie de la Garde (unité militaire n° 34465) dans le cadre de la 23e division de fusiliers motorisés de la Garde. L'unité est stationnée à Kobiakovo.
Le 17 août 1990, le 147e régiment d'artillerie de la Garde est transféré à l'état-major du régiment d'artillerie automoteur de la 2e division de fusiliers motorisés de la Garde,.
En 1991, l'unité est équipée du matériel suivant : 36 obusiers automoteurs de calibre 152 mm 2S3 Akatsia, 12  lance-roquettes multiples BM-21 Grad ; 4 véhicules de commandement PRP-3 Val, 9 véhicules de commandant de batterie 1V18 Klen-1, 3 véhicules de commandant de division 1V19, 2 véhicules de reconnaissance RHM Cachalot, 1 véhicule de commandement et d'état-major R-145BM Chaïka.
En 2007, l'unité est équipée du matériel suivant : 36 obusiers automoteurs de calibre 152 mm 2S19 Msta-S, 1 obusier automoteur de 152 mm 2S3 Akatsia, 1 obusier automoteur de 122 mm 2S1 Gvozdika, 1 obusier de 122 mm D-30, 12 camions lance-roquettes multiples BM-21 Grad, 1 véhicule de commandement PRP-3 Val, 4 véhicules de commandement PRP-4 Nard, 4 véhicules du commandant de batterie 1V18 Klen-1, 1 véhicule du commandant de division 1V19, 1 véhicule de commandement et d'état-major R-145BM Chaïka.
Lors de la réforme militaire russe de 2008-2009, le 147e régiment est dissous le 15 mai 2009 (unité militaire n° 34465).
La division est reformée en 2013 sur ordre du ministre russe de la Défense Sergueï Choïgou,, de la 5e brigade indépendante de fusiliers motorisés de la Garde et d'autres unités sans nom. Cet ordre fait suite à l'intention du président russe Vladimir Poutine de « renforcer la continuité historique » des Forces armées russes en ressuscitant les noms des « unités et formations célèbres et légendaires des armées russe et soviétique »,. Cela comprend également la remise sur pied du 147e régiment d'artillerie automotrice de la Garde (unité militaire numéro 73966), avec comme point de garnison la ville de Kalininets.
Sur la base des résultats de l'entraînement au combat dans les forces terrestres en 2017, le régiment reçoit un numéro de fanion et un certificat.
Le 147e régiment participe périodiquement à des défilés militaires sur la place Rouge, notamment en 1995, 2008, 2017 et 2018.
Après l'annexion de la Crimée par la Russie, le régiment commence à entretenir un lien historique avec la ville de Simferopol lors des batailles pour lesquelles le régiment reçut un nom honorifique.
Le 12 avril 2020, dans l'administration de la ville de Simferopol eut lieu la signature officielle d'un accord de coopération entre Simferopol et le commandement de l'unité militaire n° 73966 dans le domaine de « l'éducation patriotique des citoyens ».
Le régiment participe à l'invasion russe de l'Ukraine à partir de février 2022. Le commandant de la 5e batterie du 147e régiment d'artillerie a été condamné par contumace par un tribunal ukrainien à 10 ans d'emprisonnement en 2024 pour avoir ordonné le meurtre d'un civil à Boromlya, dans l'oblast de Soumy, le 9 mars 2022,.